# 신혜진 (가수)
신혜진(한자 : 申惠眞, 1995년 1월 22일 ~ )는 대한민국의 걸 그룹 오마이걸의 전 멤버로, 서브보컬로 활동하였었다.
경상북도 포항시에서 태어났다. 2010년에 서울로 건너가 WM 엔터테인먼트 오디션에 합격하여 같은 해 12월에 WM 엔터테인먼트에 입사, 오마이걸 멤버 중 지호와 함께 4년 동안 연습생으로 있었다.
2015년에 진이라는 예명으로 오마이걸의 멤버로 데뷔하여 활동하였으나, 2016년 8월 25일부터 거식증 증상으로 인해 활동을 일시 중단하였다. 그 후 고향인 포항에서 휴식에 들어갔다. 2017년 3월 13일, WM 엔터테인먼트는 진이가 활동을 중단한다고 발표하였고, 같은 해 10월 30일 WM 엔터테인먼트와 전속계약을 해지하고 그룹에서 탈퇴하였다.

## 학력
- 단원중학교 (졸업)
- 동일여자고등학교 (졸업)